# Cabrils
Cabrils ist eine katalanische Gemeinde in der Provinz Barcelona im Nordosten Spaniens. Sie liegt in der Comarca Maresme.

## Geographie

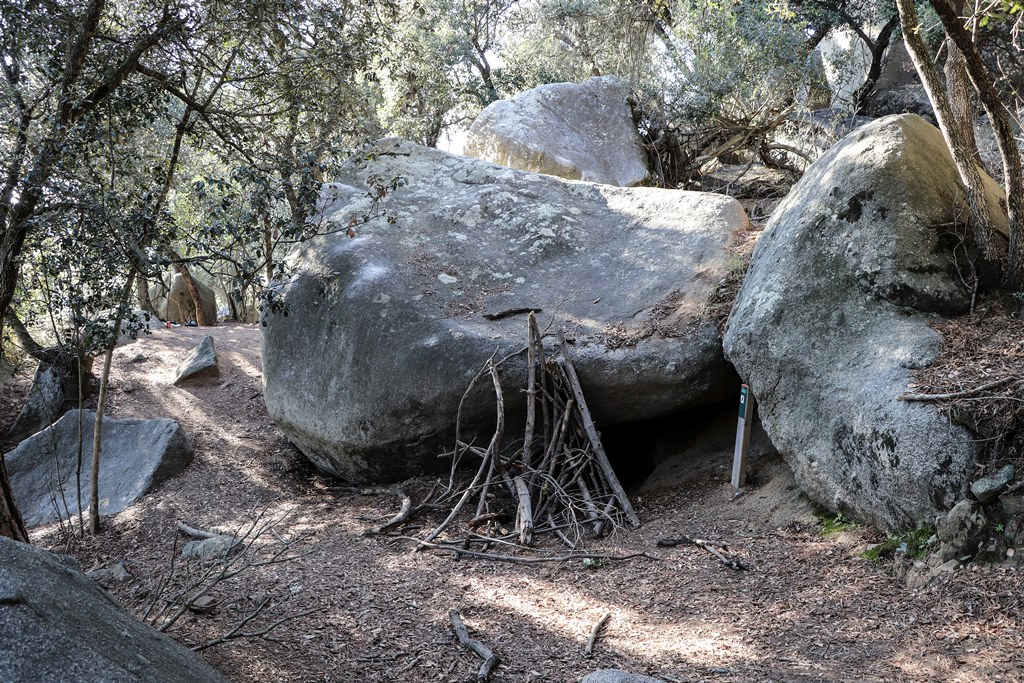
Cova d’en Joan

Cabrils liegt zwischen Vilassar de Mar, Vilassar de Dalt, Òrrius, Argentona und Cabrera de Mar, etwa zehn Kilometer von Mataró, der Hauptstadt der Comarca, entfernt. Cabrils ist von den Hügeln von Cirers und Montcabrer umgeben, inmitten üppiger Kiefern- und Steineichenwälder. Das Ortsbild wird weitgehend von Wohnsiedlungen bestimmt.
Der Dolmen von Can Boquet ist eine Megalithanlage westlich von Cabrils, am Fuße des Cerro de en Rumpons. Die Cova d’en Joan ist ein Paradolmen.

## Geschichte
Cabrils wurde im Jahr 1037 als Teil der Gerichtsbarkeit der benachbarten Burg Vilassar de Dalt erstmals erwähnt. Es blieb bis 1820 unter der Gerichtsbarkeit der Burg, als Cabrils das Recht erhielt, eine unabhängige Stadt mit eigener Verwaltung zu werden.

## Wirtschaft
Traditionell bildete die Landwirtschaft die wichtigste wirtschaftliche Grundlage der Einwohner. Seit den 1980er Jahren wuchs die Bevölkerung der Stadt jedoch beträchtlich. Heute ist Cabrils in erster Linie eine Wohnstadt. Cabrils hatte 2015 das dritthöchste Pro-Kopf-Einkommen in Katalonien und das achthöchste in ganz Spanien.